# Pianello Val Tidone
Pianello Val Tidone (emilián nyelven Pianél) település Olaszországban, Emilia-Romagna régióban, Piacenza megyében. Lakosainak száma 2161 fő (2023. január 1.). Pianello Val Tidone Borgonovo Val Tidone, Alta Val Tidone, Piozzano és Agazzano községekkel határos.

## Népesség
A település lakossága az elmúlt években az alábbi módon változott:
| Lakosok száma | 2216 | 2233 | 2161 |
|               | 2017 | 2018 | 2023 |